# كونستانتين هانسن
كونستانتين هانسن (بالدنماركية: Carl Christian Constantin Hansen)‏ هو رسام دنماركي، ولد في 3 نوفمبر 1804 في روما في إيطاليا، وتوفي في 29 مارس 1880 في كوبنهاغن في الدنمارك.